# Лучане
Лучане (на сръбски: Лучане или Lučane) е село в община Буяновац, Пчински окръг, Сърбия.

## История
Църквата „Света Параскева“ в селото е средновековна.

## Етнически състав
- 1089 (99,81%) – албанци